# Liezen
Liezen là một đô thị thuộc huyện Liezen bang Steiermark, nước Áo. Đô thị Liezen có diện tích 56,36 km², dân số thời điểm cuối năm 2008 là 6990 người và là trung tâm kinh tế bên sông Enns.